# Shelley Duvall
Shelley Alexis Duvall, ameriška komičarka in igralka, * 7. julij 1949, Houston, Teksas, ZDA, † 11. julij 2024, Blanco, Teksas.